# Christina Hodson
 (février 2020).
Si vous disposez d'ouvrages ou d'articles de référence ou si vous connaissez des sites web de qualité traitant du thème abordé ici, merci de compléter l'article en donnant les références utiles à sa vérifiabilité et en les liant à la section « Notes et références ».
Christina Hodson est une scénariste britannique, autrice des scénarios de Bumblebee (2018) et Birds of Prey (2020). Trois de ses scripts ont été placés sur The Black List, une liste annuelle des scénarios les plus appréciés d'Hollywood mais qui n'ont pas été produits.

## Filmographie
- 2016 : Oppression de Farren Blackburn (en)
- 2017 : Rivales de Denise Di Novi
- 2018 : Bumblebee de Travis Knight
- 2020 : Bird of Prey (et la fantabuleuse histoire de Harley Quinn) de Cathy Yan
- 2022 : Batgirl d'Adil El Arbi et Bilall Fallah
- 2023 : The Flash d'Andrés Muschietti
- prévu pour 2025 : Fast and Furious 11 de Louis Leterrier